# Seyrigina
Seyrigina is een geslacht van vliesvleugeligen uit de familie Eulophidae. De wetenschappelijke naam van dit geslacht is voor het eerst geldig gepubliceerd in 1952 door Risbec.

## Soorten
Het geslacht Seyrigina omvat de volgende soorten:
- Seyrigina gracile Risbec, 1952
- Seyrigina rizicola Risbec, 1960